# Mike Carr
Michael Anthony Carr(South Shields, 7 de diciembre de 1937 – 22 de septiembre de 2017) fue un teclista de jazz británico. Hermano menor del trompetista Ian Carr, con el que formó el EmCee Five group, comenzó a tocar en Newcastle en la década de los 60, antes de mudarse a Londres en la década de los 70 y tocar regularmente en el Ronnie Scott's Jazz Club. Por el EmCee Five pasaron algunos de los mejores músicos de la década de los 60 y 70 como John McLaughlin, Ronnie Stephenson, Malcolm Cecil, Spike Heatley y Johnny Butts. En 1976, Carr formó parte de la banda de Eric Burdon.
De 1971 a 1975, Carr formó parte del trio de Ronnie Scott, primero con Tony Crombie y posteriormente con Bobby Gien.

## Discografía
con Emcee Five
- 1961: Let's Take Five.
- 1962: Bebop from the East Coast (Birdland) con Ian Carr y John McLaughlin
- 2005: Legend

Otras grabaciones
- 1979: Mike Carr and his Trio featuring Jim Mullen y Harold Smith - Live at Ronnie Scotts (Spotlight SPJ517)
- 1993: Good Times and the Blues (Cargogold) con Dick Morrissey, Jim Mullen

con Prince Lasha
- Insight (CBS, 1966)